# Pancovia le-testui
Pancovia le-testui är en kinesträdsväxtart som beskrevs av François Pellegrin. Pancovia le-testui ingår i släktet Pancovia och familjen kinesträdsväxter. Inga underarter finns listade i Catalogue of Life.